# Animale in gabbia
Animale in gabbia è il quarto album in studio del rapper italiano Mondo Marcio, pubblicato il 29 gennaio 2010 dalla Mondo Records.
Un'edizione speciale dell'album è stata pubblicata nel mese di giugno e contiene quattro bonus track.

## Tracce
Testi e musiche di Gian Marco Marcello.
1. Come sono fatto – 1:32
2. Tutto a posto – 4:11
3. Non sono una rockstar – 4:09
4. Un altro Mondo Marcio – 3:42
5. A spasso nel cimitero – 4:59
6. MP3 – 4:06
7. Messaggi in segreteria (Skit) – 1:17
8. Voglio scrivere un tormentone – 3:23
9. Mai nessuno – 4:08
10. Animale in gabbia – 3:18
11. Se fossi presidente – 3:59
12. Così tanto alcol (feat. Michelle Lily) – 3:24
13. Tutto torna – 3:07
14. Sto bruciando vivo – 5:12

Tracce bonus
1. Tutto e nient'altro – 2:35
2. Mostro – 3:51
3. Brutta Storia – 4:01
4. Serve un altro Gesù Cristo – 3:25

## Classifiche
| Classifica (2010) | Posizione massima |
| ----------------- | ----------------- |
| Italia            | 36                |